# Metoda ewolucyjno-porównawcza
Metoda ewolucyjno-porównawcza – jedna z historycznych metod badań empirycznych, stosowana bardzo często w innych (poza historią) naukach o człowieku: antropologii kulturowej, archeologii.
Metoda ta była najczęściej stosowana od drugiej połowy XIX wieku do połowy XX wieku, obecnie uchodzi za anachroniczną.
Najbardziej znani przedstawiciele: James Frazer, Lewis Morgan, Herbert Spencer.
Metoda ta wywodzi się z przyjęcia następujących założeń o świecie:
- Świat jest zmienny.
- Zmienność jest ukierunkowana (ma charakter postępu lub regresu).
- Zmienność jest konsekwentna.
- Wszystkie zjawiska zmieniają się w jeden sposób zatem możliwe jest ich porównywanie.

W przypadku badań nad historycznymi stanami kultury (historycznych i antropologicznych) stosowanie tej metody polega na:
- określeniu na jakim „etapie” znajduje się badana kultura,
- porównywanie jej do innych kultur, gdy znajdowały się na tym samym etapie.

Stąd brało się założenie, że np. jeżeli stwierdzamy, że Aborygeni australijscy używają narzędzi podobnych do tych, których używano w Europie 30 tys. lat temu, to ich kultura „znajduje się” na tym samym etapie co kultura ludów Europy w okresie górnego paleolitu.